# Dr1ve
Dr1ve é uma banda pop rock portuguesa, formada em Santa Maria da Feira em 2003.

## Biografia
Dr1ve foi a única banda portuguesa a estar presente no festival internacional de música Fête de la Musique, realizado em Lausanne - Suíça, em 2007, com bandas dos quatro cantos do mundo.
Em 2009, a banda tocou, entre outros, no Festival Sudoeste. Torna-se nacionalmente conhecida, com o dueto "A wish (keep fighting)", com Lúcia Moniz, um dos singles mais tocados nas rádios portuguesas.

Em 2010, lançam o terceiro álbum de originais, Páginas de um Dia, sendo o single de apresentação "Sem Cor", que em Junho torna-se Top10 das músicas com mais passagem nas principais rádios portuguesas. 2010 fica também marcado, pela presença da banda no Festival Marés Vivas, festival com contou com nomes como, Placebo, Ben Harper, dEUS e outros.

## Discografia
- 2010- Páginas de um Dia[5]
- 2009- Dr1ve
- 2005 -Lines of My Own Book
- 2003- Beautiful (EP)

### Singles
De Drive
- "A wish (Keep fighting)" (com Lúcia Moniz)
- "Tentei"

De Páginas de um Dia
- "Sem Cor"[4]